# Avicii Forever
Avicii Forever è la prima raccolta del DJ producer svedese Avicii, pubblicata postumamente il 16 maggio 2025.

## Descrizione
Il progetto, secondo pubblicato in modo postumo dopo l'album Tim (2019), raccoglie 20 brani pubblicati tra il 2013 e il 2018, più il singolo inedito Let's Ride Away in collaborazione con Elle King.
La versione fisica dell'album contiene anche la traccia bonus Forever Yours (Tim's 2016 Ibiza Version) in collaborazione con Sandro Cavazza, pubblicata tre mesi prima.

## Tracce
1. Wake Me Up (feat. Aloe Blacc) – 4:09
2. Levels – 5:37
3. Let's Ride Away (feat. Elle King) – 2:53
4. The Nights (feat. Nick Furlong) – 2:56
5. Waiting for Love (feat. Simon Aldred e Martin Garrix) – 3:48
6. Without You (feat. Sandro Cavazza) – 3:01
7. SOS (feat. Aloe Blacc) – 2:37
8. Hey Brother (feat. Dan Tyminski) – 4:14
9. Lonely Together (feat. Rita Ora) – 3:01
10. I Could Be the One (feat. Noonie Bao & Nicky Romero) – 3:28
11. Silhouettes (feat. Salem Al Fakir) – 3:31
12. Fade into Darkness (feat. Andreas Moe) – 3:18
13. You Make Me (feat. Salem Al Fakir) – 3:53
14. The Days (feat. Robbie Williams) – 4:38
15. For a Better Day (feat. Alex Ebert) – 3:26
16. Addicted to You (feat. Audra Mae) – 2:28
17. Friend of Mine (feat. Vargas & Lagola) – 2:39
18. Broken Arrows (feat. Zac Brown Band) – 3:52
19. Heart Upon My Sleeve (feat. Imagine Dragons) – 4:14
20. Heaven (feat. Chris Martin) – 4:37

### Bonus Track
1. Forever Yours (Tim's 2016 Ibiza Version) (feat. Sandro Cavazza) – 3:28